# Abziehtattoo

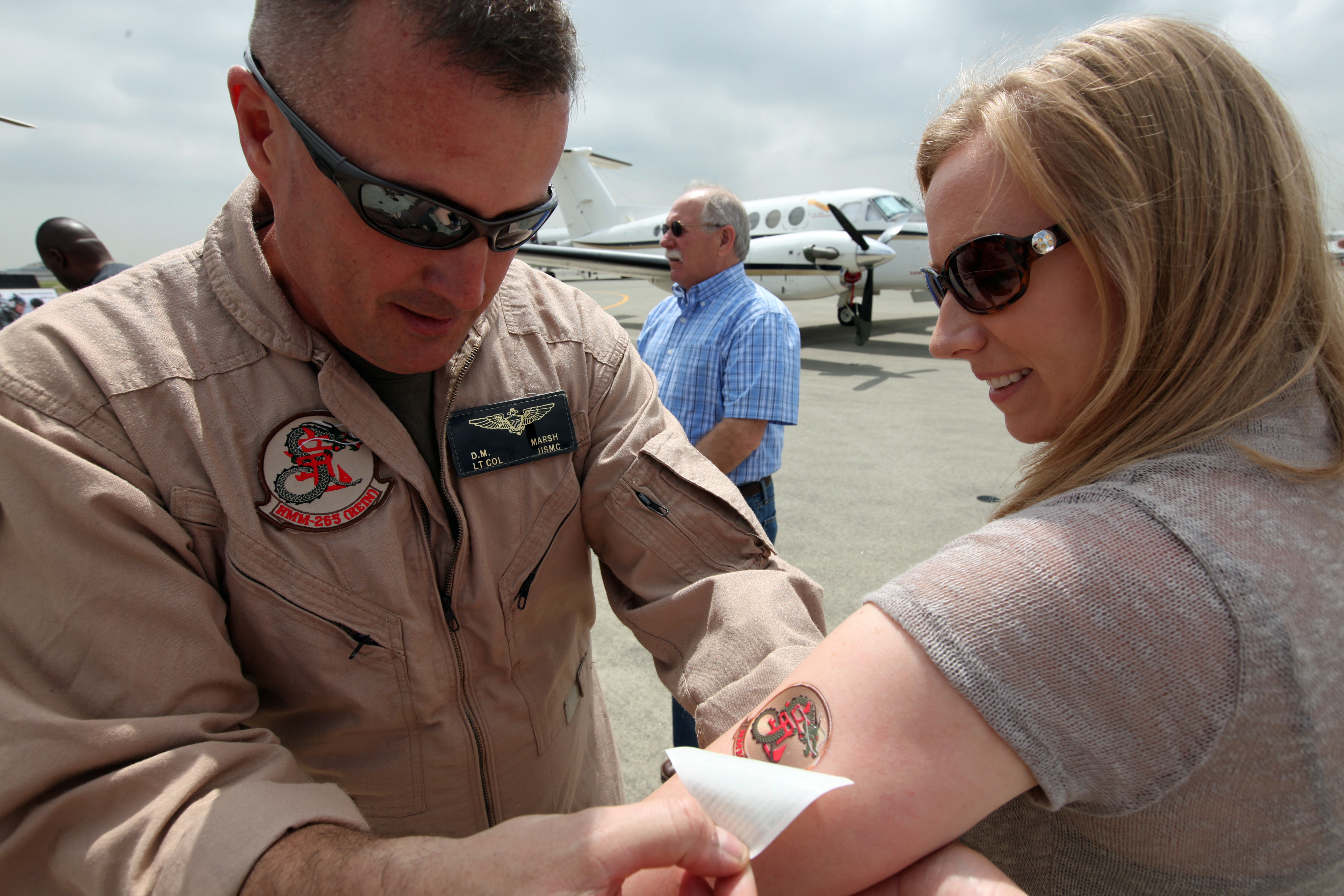
Anbringen eines Abziehtattoos

Ein Abziehtattoo (auch Tattoo-Sticker, Hauttattoo, temporäres Tattoo oder Haut-Klebetattoo) ist ein spezielles Abziehbild für die Haut. Dabei handelt es sich um eine mit einem Motiv bedruckte Folie, die mit speziellen Klebern imprägniert ist und durch ein Transfergel oder Wasser auf die Haut übertragen werden kann. Der Begriff „Tattoo“ verweist auf dauerhafte Tätowierungen. Im Gegensatz dazu ist ein Abziehtattoo jedoch ein temporäres Dekor, das sich mit einfachen Mitteln wieder entfernen lässt.
Da die Folien längere Zeit auf der Haut verbleiben, unterliegen sie den Vorschriften des Lebensmittel-, Bedarfsgegenstände- und Futtermittelgesetzbuchs und dürfen beim Hautkontakt keine gesundheitsschädlichen Stoffe abgeben.

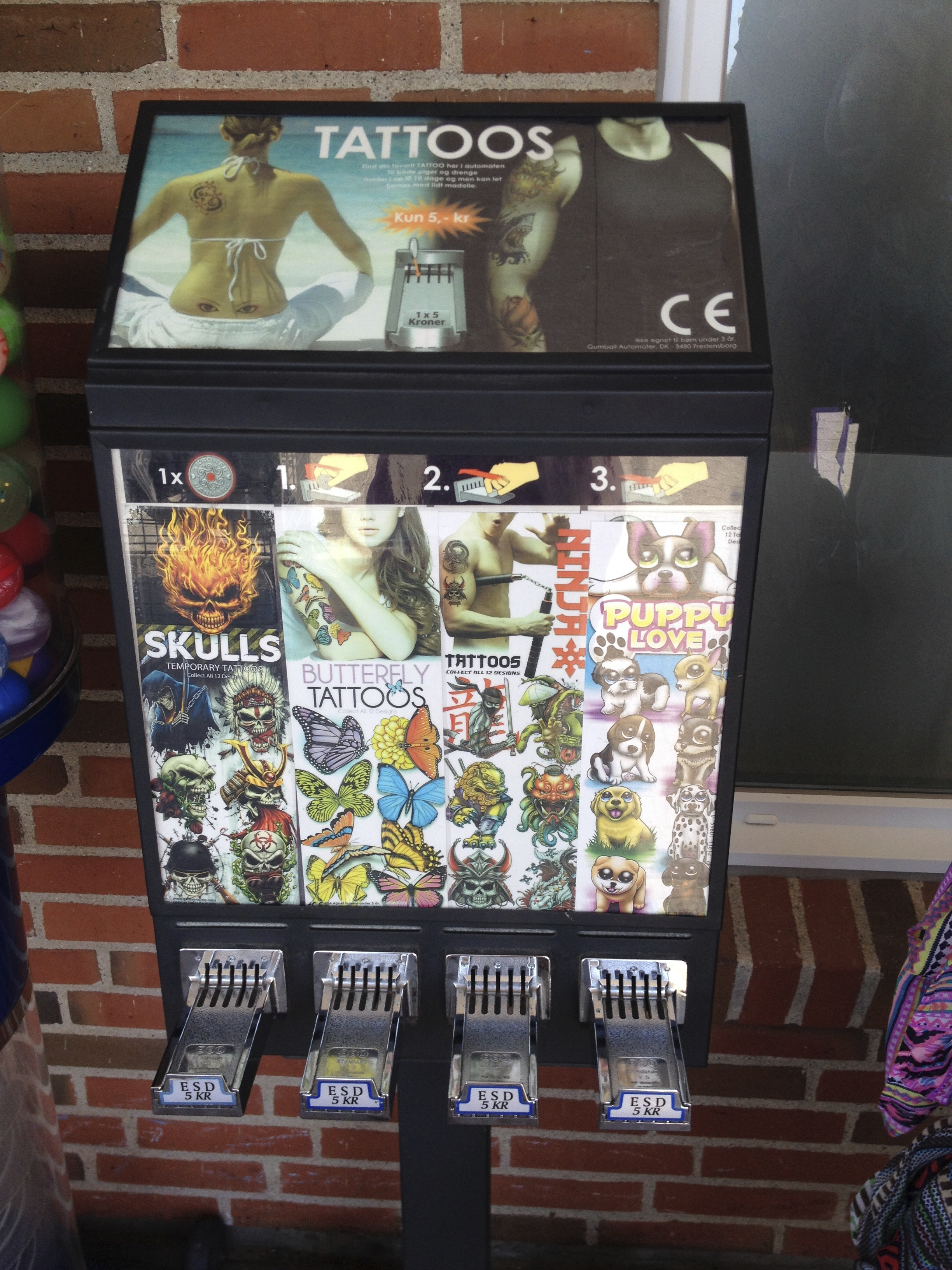
Abziehtattoo-Automat in Dänemark

## Geschichte
Einige Kaugummihersteller legten ihren Produkten in den 1960er Jahren einfache, zumeist blaue Tattoobilder bei. Anfänglich waren es spiegelverkehrte Motive, die auf eine befeuchtete Stelle der Haut gedrückt wurden und als Abdruck für kurze Zeit sichtbar blieben. Heutige Produkte sind wasser- und mitunter auch seifenfeste Folien, die mit Alkohol oder Öl entfernt werden können.